# Belver (ort)
Belver är en ort i Spanien.   Den ligger i provinsen Provincia de Huesca och regionen Aragonien, i den nordöstra delen av landet, 400 km öster om huvudstaden Madrid. Belver ligger 202 meter över havet och antalet invånare är 1 381.
Terrängen runt Belver är huvudsakligen platt, men söderut är den kuperad. Runt Belver är det glesbefolkat, med 17 invånare per kvadratkilometer. Närmaste större samhälle är Zaidín, 12,2 km sydost om Belver. Trakten runt Belver består till största delen av jordbruksmark.